# قائمة رؤساء جزر مارشال
فيما يلي قائمة رؤساء جزر مارشال، منذ إنشاء هذا المنصب في عام 1979. رئيس جمهورية جزر مارشال هو رئيس الدولة والحكومة في جزر مارشال. تنتخب الرئيس الهيئة التشريعية.

انتخب أماتا كابوا أول رئيس للجمهورية في عام 1979. وبعد ذلك، أعيد انتخابه لمدة أربع سنوات في 1983 و1987 و1991 و1996. بعد وفاة أماتا كابوا في المنصب فاز ابن عمه الأول إيماتا كابوا في انتخابات خاصة في عام 1997. رئيس جزر مارشال الحالي ديفيد كابوا وهو نجل أماتا كابوا.

## قائمة رؤساء جزر مارشال (1979 - حتى الآن )
| الرقم. | الصورة | الرئيس (ميلاد–وفاة)               | مدة المنصب     | مدة المنصب                  | مدة المنصب        | حزب سياسي               |
| الرقم. | الصورة | الرئيس (ميلاد–وفاة)               | تولى منصبه     | ترك المكتب                  | الوقت في المنصب   | حزب سياسي               |
| ------ | ------ | --------------------------------- | -------------- | --------------------------- | ----------------- | ----------------------- |
| 1      |        | أماتا كابوا (1928–1996)           | 17 نوفمبر 1979 | 20 ديسمبر 1996              | 17 سنوات و33 أيام | مستقل                   |
| —      |        | كونيو ليماري (1942–2008) بالوكالة | 20 ديسمبر 1996 | 14 يناير 1997               | 25 أيام           | الحزب الديمقراطي المتحد |
| 2      |        | أيماتا كابوا (1943–2019)          | 14 يناير 1997  | 10 يناير 2000               | 2 سنوات و361 أيام | أيلون كين أد            |
| 3      |        | فيساي نوت (1950–)                 | 10 يناير 2000  | 14 يناير 2008               | 8 سنوات و4 أيام   | الحزب الديمقراطي المتحد |
| 4      |        | ليتوكوا تومينغ (1939–2020)        | 14 يناير 2008  | 21 أكتوبر 2009 (بحجب الثقة) | 1 سنة و280 أيام   | حزب الشعب المتحد        |
| —      |        | روبن زاكراس (1947–2019) بالوكالة  | 21 أكتوبر 2009 | نوفمبر 2, 2009              | 12 أيام           | الحزب الديمقراطي المتحد |
| 5      |        | جورلاند زدكايا (1950–2015)        | نوفمبر 2, 2009 | 10 يناير 2012               | 2 سنوات و69 أيام  | مستقل                   |
| 6      |        | كريستوفر لويك (1952–)             | 10 يناير 2012  | 11 يناير 2016               | 4 سنوات و1 يوم    | مستقل                   |
| 7      |        | كاستن نمرا (1971–)                | 11 يناير 2016  | 28 يناير 2016 (بحجب الثقة)  | 17 أيام           | مستقل                   |
| 8      |        | هيلدا هاين (1951–)                | 28 يناير 2016  | 13 يناير 2020               | 3 سنوات و350 أيام | مستقل                   |
| 9      |        | ديفيد كابوا (1951–)               | 13 يناير 2020  | 2 يناير 2024                | 3 سنوات و354 أيام | أيلون كين أد            |
| 8      |        | هيلدا هاين (1951–)                | 3 يناير 2024   | حاليا                       | 1 سنة و77 أيام    | مستقل                   |